# V517 Ophiuchi
V517 Ophiuchi är en eruptiv variabel av RCB-typ (RCB) i stjärnbilden Ormbäraren.
Stjärnan har magnitud +11,0 och når i förmörkelsefasen ner till +20,3. 